# Liepana helichrysii
Liepana helichrysii är en tvåvingeart som beskrevs av Hardy och Drew 1996. Liepana helichrysii ingår i släktet Liepana och familjen borrflugor. Inga underarter finns listade i Catalogue of Life.